# 新叶霍里夫卡 (原新赫里霍里夫卡)
49°19′45″N 37°56′42″E / 49.32917°N 37.94500°E
新葉霍里夫卡（烏克蘭語：Новоєгорівка）是位於烏克蘭東部的村莊，由盧甘斯克州斯瓦托韋區的科洛梅奇哈市鎮負責管轄。該村始建於1781年，面積0.53平方公里，海拔高度134米，2001年人口36。
该村之前的名字为新赫里霍里夫卡（Новогригорівка）。